# Михальченко, Александр Иванович
Александр Иванович Михальченко (15 апреля 1935 года — 26 ноября 2019 года) — советский государственный и хозяйственный деятель. Лауреат Государственной премии СССР. Кандидат технических наук, действительный член Российской инженерной академии, Международной инженерной академии, Академии строительства Украины.

## Биография
Родился 15 апреля 1935 года в с. Абрамовка Киевской области.
- В 1958 году окончил Львовский политехнический институт.
- 1958—1961 — мастер, прораб особого монтажного управления «Союзкислородмонтаж» треста «Металлургпрокатмонтаж» Министерства строительства РСФСР, Москва. В эти годы несколько лет провёл на космодроме Плесецк, участвуя в его строительстве.[2]
- 1961—1968 — старший прораб, начальник особого монтажного управления «Союзкислородмонтаж» Главметаллургмонтажа Министерства монтажных и специальных строительных работ СССР.
- 1968—1973 — управляющий трестом «Союзкислородмонтаж».
- 1973—1980 — заместитель начальника - главный инженер Главметаллургмонтажа Минмонтажспецстроя СССР.
- 1980—1984 — начальник Главметаллургмонтажа Минмонтажспецстроя СССР.
- 1984—1989 — заместитель, первый заместитель министра монтажных и специальных строительных работ СССР.
- 1989—1991 — министр монтажных и специальных строительных работ СССР.
- 1991 — министр специального строительства и монтажных работ СССР.
- 1991—1992 — президент Государственной корпорации «Минмонтажспецстрой».
- С 1992 года генеральный директор ОАО "Корпорация "Монтажспецстрой".

- Ушёл из жизни 26 ноября 2019 года[1].

## Награды
- орден «За заслуги перед Отечеством» IV степени
- Орден Дружбы
- два ордена Трудового Красного Знамени
- два ордена «Знак Почёта»
- Лауреат Государственной премии СССР
- Заслуженный строитель РСФСР
- Заслуженный инженер России